# Herb Kowna

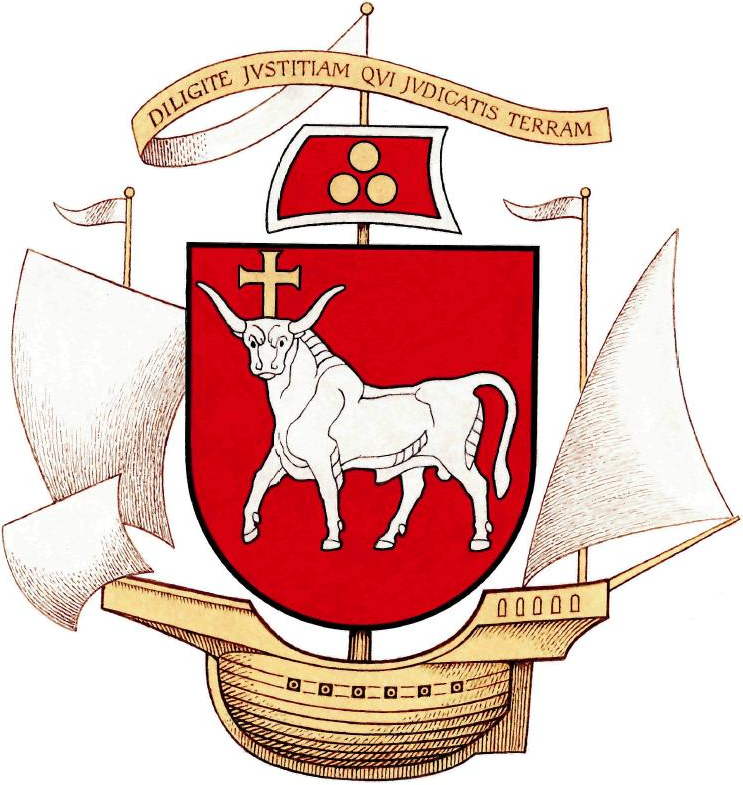
Herb wielki Kowna

Herb Kowna – obok flagi miejskiej jeden z podstawowych symboli tego miasta.

## Opis herbu
Na czerwonej tarczy srebrny tur ze złotym krzyżem łacińskim pomiędzy rogami. W herbie wielkim tarcza ta znajduje się na środkowym maszcie okrętu. Ponad tarczą niewielki żagiel czerwony z białą bordiurą oraz trzema złotymi bizantami ułożonymi w rosochę. Na szczycie masztu umieszczono wstęgę z napisem: „DILIGITE JVSTITIAM QVI JVDICATIS TERRAM”. Zawołanie na wstędze tłumaczy się jako „Umiłujcie sprawiedliwość, sędziowie ziemscy!”, co jest pierwszym wersetem Ksiągi Mądrości.

## Historia i wyjaśnienie
Tur był dzikim zwierzęciem, które wzbudzało być może największy szacunek wśród Litwinów, zaś tur z krzyżem pomiędzy rogami jest bohaterem jednej z litewskich legend.
Kowno jest jedynym miastem na Litwie z herbem, którego historia sięga XV wieku. Kiedy w 1408 roku książę Witold nadał Kownu prawo magdeburskie, pojawiła się potrzeba posiadania pieczęci miejskiej, którą można by zatwierdzać miejskie dokumenty. Wkrótce najstarsza część miasta otrzymała taką pieczęć, na której już wówczas znajdował się wizerunek tura.
W 1492 roku wielki książę Aleksander rozszerzył prawa miejskie Kowna; w tym też czasie ponad herbowym turem pojawił się krzyż (tzw. krzyż pattée lub krzyż templariuszy). Kształt krzyża prawdopodobnie związany jest z mniejszością niemiecką w Kownie i miał podkreślić udział tej grupy społecznej w życiu miasta.
W wersji z 1540 krzyż ma już formę łacińską i znajduje się pomiędzy rogami tura. Zmiana nastąpiła z inicjatywy królowej Polski i wielkiej księżnej Litwy Bony Sforzy, a podyktowana była upodobnieniem kowieńskiego tura do jelenia z legendy o świętym Hubercie. W prawie niezmienionej formie herb przetrwał niemal do połowy XIX wieku.
W 1831 roku doszło do radykalnej zmiany miejskiej pieczęci. Centralną część zajął rosyjski dwugłowy orzeł, pod którym umieszczono kowieńskiego tura. W 1843 roku swój herb otrzymała także gubernia kowieńska – na niebieskiej tarczy srebrna iglica. Herb przedstawiał pomnik, który w tym samym roku przeniesiono z Petersburga do Kowna. Herb guberni nie był herbem miasta, ale mógł przez miasto być używany, a w efekcie stopniowo wypierał wizerunek tura.
2 maja 1935 roku rada miasta przyjęła nowy herb projektu J. Burbosa, w którym znalazł się srebrny żubr na czerwonym polu stojący na złotym gruncie oraz ze złotym krzyżem pomiędzy rogami. Wizerunek ten był szeroko używany na budynkach publicznych, znaczkach, pamiątkach itd.
Pomimo zajęcia Litwy przez Związek Radziecki, przez wiele lat nie zdecydowano się na zmianę herbu Kowna. Dopiero w 1966 roku powołano do życia komisję heraldyczą Litewskiej SRR, której zadaniami było tworzenie herbów dla miejscowości, które dotąd ich nie miały oraz przywracanie herbów historycznych. W 1969 roku zatwierdziła ona nowy herb Kowna autorstwa Vytautasa Banysa. Główne różnice w stosunku do poprzedniej wersji to usunięcie krzyża oraz zmiana koloru dolnej części tarczy na zielony. Oprócz tego nadano tarczy kształt zbliżony do trójkąta.
W 1992 roku ponownie przystąpiono do uchwalania nowego herbu miasta. Ostatecznie przyjęto projekt Raimondasa Miknevičiusa, który został zatwierdzony przez prezydenta Litwy 30 czerwca 1993 roku. Herb, w przeciwieństwie do swoich przeciwników, ponownie przedstawiał nie żubra, a tura; ponownie również z krzyżem pomiędzy rogami.
22 stycznia 2009 roku przyjęto także herb wielki, którego autorem ponownie był R. Miknevičius.
Jednocześnie rada miasta ustaliła zasady używania herbu miejskiego – zarówno w odmianie wielkiej, jak i małej. Herb mały może być umieszczany na fladze i pieczęci miasta, dokumentach urzędowych, tabliczkach urzędowych burmistrza i radnych oraz przyznawanych przez miasto dyplomach, odznaczeniach i medalach. W pozostałych sytuacjach podmioty zainteresowane muszą uzyskać zgodę rady miasta. Zgoda taka może być wydana jeżeli osoba fizyczna lub prawna swoją działalnością będzie promować miasto Kowno, jego kulturę i tradycje. Jednostki miejskie mogą także korzystać z herbu wielkiego, jednak po uzyskaniu uprzedniej zgody burmistrza.

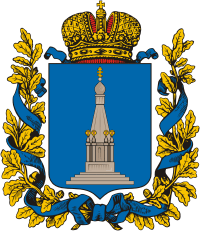
Herb guberni kowieńskiej (1843)
Herb Kowna (1935)
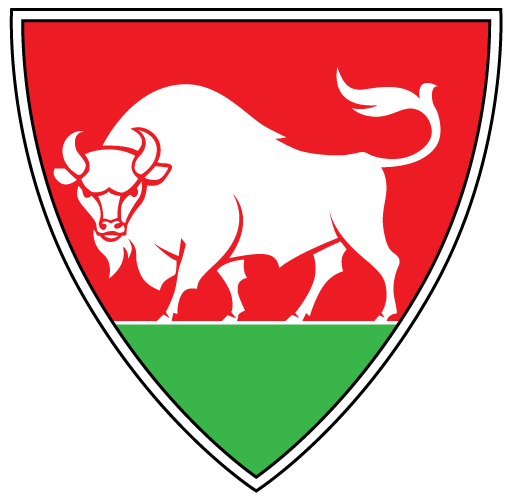
Herb Kowna (1966)
Mały herb miasta (1993)
Herb okręgu kowieńskiego (2003)